# Ким Ён Чхун
Ким Ён Чхун (кор. 김영춘?, 金永春?; 4 марта 1935 или 1936, Канкё-нандо (ныне Янгандо), Генерал-губернаторство Корея, Японская империя — 16 августа 2018, КНДР) — северокорейский военный и политический деятель, маршал Корейской народной армии, бывший министр народных вооружённых сил КНДР (что соответствует министру обороны). В последние годы жизни занимал незначительный пост в партийной иерархии.
Военное образование получил в революционной школе Мангёндэ, Военном университете им. Ким Ир Сена и затем в СССР, в Военная академия имени М. В. Фрунзе. После завершения обучения вернулся на родину и начал службу в Корейской народной армии, начав одновременно строить и политическую карьеру. В частности, в 1960-е годы был секретарём Южнопхеньянского комитета Трудовой партии Кореи, в 1980 году на 6-м съезде ТПК был избран кандидатом в члены ЦК ТПК, а в декабре 1986 года — его полноправным членом, одновременно возглавив отдел операций генштаба КНА. С февраля 1982 года регулярно избирался депутатом Верховного народного собрания КНДР. В 1988 году был отправлен в отставку вместе с начальником генштаба О Кын Нёлем — предположительно по причине конфликта с вице-маршалом и тогдашним министром народных вооружённых сил О Джин У.
В апреле 1992 года вновь вернулся в политику и армию, будучи повышен в звании до генерала, и возглавил отдел по всеобщей мобилизации; в марте 1994 года ему было поручено руководить расформированием 6-го армейского корпуса провинции Северная Хамгёндо, командование которого было уличено в заговоре против Ким Чен Ира. 8 октября 1995 года, после смерти О Джин У, получил звание вице-маршала и должность начальника генштаба КНА, которую занимал на протяжении последующих 12 лет. 5 сентября 1998 года был вновь избран депутатом Верховного народного собрания 10-го созыва.
11 апреля 2007 года был назначен заместителем председателя Центральной военной комиссии ТПК. Некоторое время считался одним из наиболее влиятельных людей среди правящей элиты КНДР, пользовался доверием Ким Чен Ира и входил в число его советников. В феврале 2009 года занял пост министра народных вооружённых сил, 28 сентября 2010 года вошёл в состав политбюро ТПК и возглавил Центральную военную комиссию, став, таким образом, членом сразу двух важнейших государственных структур.
После смерти Ким Чен Ира в декабре 2011 года занял 5-е (из 233-х) место в составе комитета по его похоронам (после Ким Чен Ына и трёх членов политбюро), что, по мнению некоторых экспертов, свидетельствовало о его прочных позициях в составе нового руководства страны. В апреле 2012 года, однако, был снят с поста министра народных вооружённых сил и остальных высоких должностей, после чего назначен главой отдела гражданской обороны. 13 апреля 2014 года впервые с 1982 года не был избран в парламент страны. 14 апреля 2016 года, несмотря на фактическую отставку, получил звание маршала КНА, при этом в мае того же года выведен из состава Центральной военной комиссии ТПК.
Ким Ён Чхун скончался 16 августа 2018 от инфаркта миокарда в возрасте 82 лет. На его похоронах присутствовали все основные высокопоставленные лица КНДР, включая Ким Чен Ына.